# Edificio Mario Mercado
El edificio Mario Mercado Vaca Guzmán, es un rascacielos en la ciudad La Paz, Bolivia, financiado por BAISA SRL (Bolívar Administración e Inversiones Sociedad de Responsabilidad Limitada).
Actualmente es tercer edificio más alto de Bolivia.
Con una altura estimada de 107,56 m, distribuidos en 27 pisos. El complejo costó $12.500.000 y será la nueva sede del Club Bolívar. 
El proyecto, denominado Construimos tus Sueños, cuenta con 144 departamentos de vivienda, dos mezanines de oficinas, un piso de locales comerciales, un supermercado, salón de eventos, jardín, cancha de fútbol con césped sintético, gimnasio, dos canchas de raquetbol, sala de niños y 200 estacionamientos distribuidos en cinco niveles.
El edificio, se encuentra ubicado en la zona de Obrajes, su construcción comenzó en septiembre de 2011 y  culminó el 2015.